# 1890 en informatique
Cet article court présente un sujet plus développé dans : Mécanographie et Recensement des États-Unis de 1890.

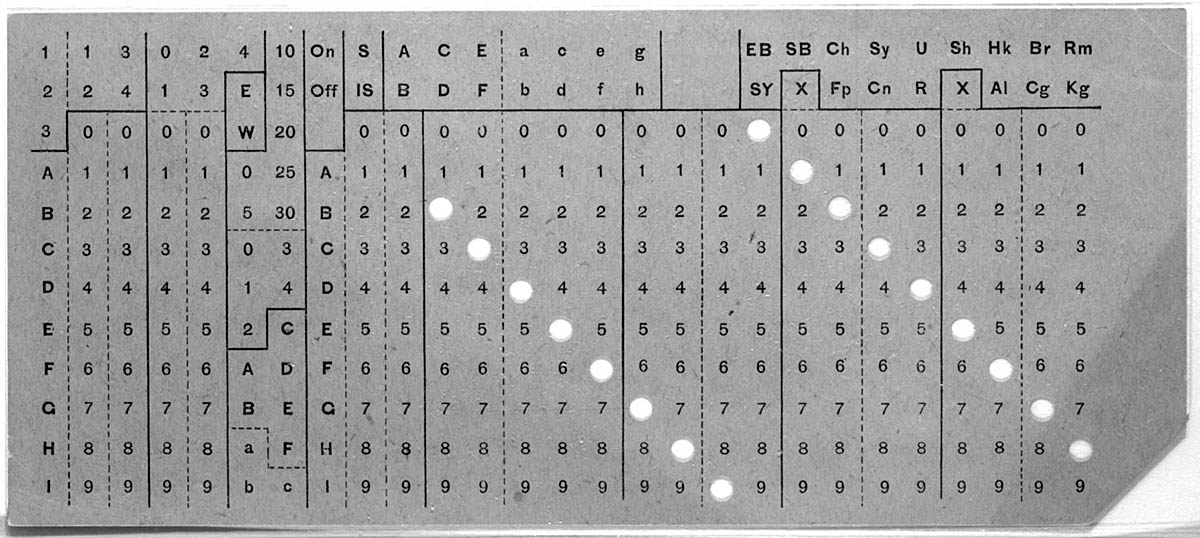
Carte perforée Hollerith.

On ne parlait pas encore d'informatique.
Le gouvernement américain organise le premier recensement utilisant des machines mécanographiques à cartes Hollerith ; l'opération se révèle un succès, en réduisant notablement le temps nécessaire pour obtenir les résultats par rapport au  recensement de 1880 qui avait été traité manuellement.